# Гана Бассі
Гана Бассі (д/н — 1062) — гана (володар) імперії Вагаду в 1040—1062 роках. За його правління почалося протистояння з Альморавідами.

## Життєпис
Посів трон у 1040 році після смерті гани Рійо, родинні стосунки з яким є дискусійні. Відновив потугу імперії, знову підкоривши залежні держави, що перед тим відпали з-під влади гани. Також дотримувався гарних стосунків з берберськими племенами, незважаючи на те, що більшість належали до ісламу.
Становище змінилося, коли 1047 року володарі держави Такрур (біля узбережжя Атлантичного океану) прийняли іслам та вступили в союз з Альморавідами. До того ж гану Бассі довелося боротися з повстаннями представників поваленої династії Вагуе та родинних з нею кланів.
Приводом до війни став контроль над важливим торговельним містом Аудогаст, яке контролювало берберське плем'я санхаджа (за іншими відомостями — зената), що визнало зверхність імператора Вагаду. 1054 року війська Альморавідів відвоювали Аудогасту, після чого пограбували західні області Вагаду.
Втім Гана Бассі в союзі з берберським плем'ям джуддала 1056 або 1057 року в місцевості Табафрілі завдав рішучої поразки спільному війську Альморавідів та Такрура. В результаті вдалося зберегти незалежність держави. Помер Бассі 1062 року. Йому спадкував брат Тунка Манін.